# Lijst van beschermd erfgoed in de gemeente Esch-sur-Alzette
In deze lijst van beschermd erfgoed in de gemeente Esch-sur-Alzette zijn alle geclassificeerde nationale monumenten van de Luxemburgse gemeente Esch-sur-Alzette opgenomen.

## Monumenten per plaats

### Esch-sur-Alzette
| Object | Bouwjaar/architect | Locatie                                   | Datum beschermd?       | Coördinaten                   | Afbeelding |
| --- | ------------------ | ----------------------------------------- | ---------------------- | ----------------------------- | ---------- |
| Gebouw genaamd «l'ancien casino des ARBED» en aanliggend park                                                                                          |                    | hoek rue d'Audun/avenue des Terres-rouges | 28 november 1986 (MN)  | 49° 29' 24" NB, 5° 58' 35" OL |            |
| Decanale kerk St-Joseph |                    | rue de l'Eglise                           | 27 juni 1997 (MN)      | 49° 29' 52" NB, 5° 58' 57" OL |            |
| Hoogovens A en B, bassin, silo's, een deel van de spoorlijn                                                                                            |                    | Belval                                    | 18 juli 2000 (IS)      | 49° 30' 7" NB, 5° 56' 54" OL  |            |
| Oude park Cockerill |                    | boulevard J.F. Kennedy                    | 6 september 1989 (IS)  | 49° 29' 30" NB, 5° 58' 51" OL |            |
| Huis «Meder» |                    | rue Zénon Bernard 65                      | 12 december 1973 (IS)  | 49° 29' 29" NB, 5° 58' 38" OL |            |
| Huis met plaats, inclusief de monumentale lindeboom met een hoogte van ongeveer 25 meter                                                               |                    | rue du Faubourg 20                        | 14 november 2002 (IS)  | 49° 29' 52" NB, 5° 59' 7" OL  |            |
| Gebouw |                    | rue du Faubourg 19                        | 25 maart 2011 (IS)     | 49° 29' 53" NB, 5° 59' 6" OL  |            |
| Gebouw |                    | rue du Dix Septembre 23                   | 25 maart 2011 (IS)     | 49° 29' 38" NB, 5° 58' 43" OL |            |
| Gebouw genaamd «Maison Eugène Mousset», inbegrepen is al het meubilair in het algemeen en schilderijen van de schilder Eugène Mousset in het bijzonder |                    | rue de Luxembourg 163, Lallange           | 17 september 2001 (IS) | 49° 30' 18" NB, 5° 59' 15" OL |            |
| Huis |                    | 2, rue Pierre Claude                      | 9 augustus 2012 (IS)   |                               |            |

## Bron
- Liste des immeubles et objets classés monuments nationaux ou inscrits à l'inventaire supplémentaire